# 해운중학교
해운중학교(海雲中學校)는 대한민국 경상남도 창원시 마산합포구 해운동에 위치한 공립 중학교이다.

## 학교 연혁
- 1992년 2월 29일 : 해운중학교 설립 인가 (14학급)
- 1992년 3월 5일 : 해운중학교 개교 및 입학식 (14학급 724명)
- 1992년 12월 17일 : 본관 교사 증축(2차공사) 2,3,4층 증축 22교실
- 1993년 3월 2일 : 교기 지정(레슬링, 검도)
- 1994년 3월 5일 : 교지 「해운」 창간호 발행
- 2018년 1월 29일 : 행복맞이학교 학년형 선정(2017.~2018.)
- 2018년 3월 9일 : 자유학년제 운영학교 선정
- 2022년 9월 1일 : 제17대 정동석 교장 부임
- 2022년 12월 27일 : 제29회 졸업식(153명, 총 8,975명)
- 2023년 3월 2일 : 입학식 (신입생 148명)
- 2025년 3월 1일 : 남학교에서 남녀공학으로 전환

## 참고 자료
- 해운중학교 - 한국교육학술정보원 학교알리미